# Geringste bekannte toxische Dosis
Die geringste bekannte toxische Dosis (engl. toxic dose low, TDLo) gibt die geringste bekannte toxische Dosis für eine chemische Verbindung oder ein Stoffgemisch an, die nach Anwendung am Menschen oder Tier eine toxische oder andere schädliche Wirkung verursacht. Sie wird meistens in Milligramm der toxischen Substanz pro Kilogramm Körpermasse angegeben (mg/kg) und hängt entscheidend von der Art der Aufnahme (oral, inhalativ, d. h. durch die Atmung, dermal, durch Hautkontakt, intravenös, intramuskulär oder intraperitoneal, d. h. durch die Bauchhöhle) ab.
Die meisten Daten zu TDLo-Werten sind in der US-amerikanischen RTECS-Datenbank verzeichnet.